# Giáo phận Jeonju
Giáo phận Jeonju (tiếng Hàn Quốc: 천주교 전주교구; tiếng Latinh: Dioecesis Ieoniuensis) là một giáo phận của Giáo hội Latinh trực thuộc Giáo hội Công giáo Rôma ở Hàn Quốc. Giáo phận nằm trong giáo tỉnh Gwangju, Hàn Quốc, tuy nhiên các hoạt động truyền giáo của giáo phận do Bộ Truyền giáo quản lí.

## Địa giới
Địa giới giáo phận bao gồm toàn bộ tỉnh Jeolla Bắc ở Hàn Quốc.
Tòa giám mục và Nhà thờ chính tòa Thánh Tâm Chúa Giêsu của giáo phận được đặt tại thành phố Jeonju.
Giáo phận được chia thành 109 giáo xứ.

## Lịch sử
Hạt Phủ doãn Tông tòa Zenshu được thành lập vào ngày 13/4/1937 theo tông sắc Quidquid ad Christi của Giáo hoàng Piô XI trên phần lãnh thổ tách ra từ Hạt Đại diện Tông tòa Taiku (hiện là Tổng giáo phận Daegu).
Hạt Phủ doãn Tông tòa đã đổi tên thành Hạt Phủ doãn Tông tòa Jeonju vào ngày 12/7/1950.
Vào ngày 26/1/1957 Hạt Phủ doãn Tông tòa được nâng cấp thành một Hạt Đại diện Tông tòa theo tông sắc In apostolica praefecturacủa Giáo hoàng Piô XII.
Vào ngày 10/3/1962 Hạt Đại diện Tông tòa được nâng cấp thành một giáo phận theo tông sắc Fertile Evangelii semen của Giáo hoàng Gioan XXIII.
Vào ngày 16/9/1983, giáo phận đã nhận bổn mạng là các thánh tử đạo Jeonju theo tông thư Clara veluti của Giáo hoàng Gioan Phaolô II.

## Giám mục quản nhiệm
Các giai đoạn trống tòa không quá 2 năm hay không rõ ràng bị loại bỏ.
- Stêphanô Kim Yang-hong † (13/4/1937 - 1941 từ nhiệm)
- Phaolô Jae-yong Ju † (1941 - 1947 từ nhiệm)
- Bartôlômêô Kim Kyon Pae † (13/6/1947 - 30/4/1960 qua đời)
- Phêrô Han Kong-ryel † (3/1/1961 - 1971 được bổ nhiệm làm Tổng giám mục Tổng giáo phận Gwangju)
- Augustinô Kim Jae Deok † (29/1/1973 - 10/4/1981 từ nhiệm)
- Micae Pak Jeong-il (8/6/1982 - 15/12/1988 được bổ nhiệm làm Giám mục Giáo phận Masan)
- Vinh Sơn Ri Pyung-ho (8/2/1990 - 14/3/2017 về hưu)
- Gioan Kim Son-Tae, từ 14/3/2017

## Thống kê
Đến năm 2021, giáo phận có 201.734 giáo dân trên dân số tổng cộng 1.804.104, chiếm 11,2%.
| Năm  | Dân số   | Dân số    | Dân số | Linh mục      | Linh mục       | Linh mục      | Linh mục                | Phó tế | Tu sĩ     | Tu sĩ    | Giáo xứ |
| Năm  | giáo dân | tổng cộng | %      | linh mục đoàn | linh mục triều | linh mục dòng | tỉ lệ giáo dân/linh mục | Phó tế | nam tu sĩ | nữ tu sĩ | Giáo xứ |
| ---- | -------- | --------- | ------ | ------------- | -------------- | ------------- | ----------------------- | ------ | --------- | -------- | ------- |
| 1970 | 52.141   | 2.626.222 | 2,0    | 52            | 50             | 2             | 1.002                   |        | 4         | 105      | 31      |
| 1980 | 63.634   | 2.748.000 | 2,3    | 78            | 78             |               | 815                     |        |           | 98       | 39      |
| 1990 | 107.874  | 2.157.384 | 5,0    | 107           | 105            | 2             | 1.008                   |        | 2         | 178      | 55      |
| 1999 | 146.377  | 2.014.561 | 7,3    | 149           | 147            | 2             | 982                     |        | 2         | 315      | 65      |
| 2000 | 151.204  | 2.015.534 | 7,5    | 153           | 151            | 2             | 988                     |        | 2         | 297      | 68      |
| 2001 | 154.132  | 2.006.500 | 7,7    | 156           | 154            | 2             | 988                     |        | 4         | 271      | 71      |
| 2002 | 157.558  | 2.013.923 | 7,8    | 161           | 159            | 2             | 978                     |        | 5         | 297      | 73      |
| 2004 | 163.933  | 1.962.867 | 8,4    | 175           | 174            | 1             | 936                     |        | 1         | 309      | 81      |
| 2006 | 171.151  | 1.885.335 | 9,1    | 178           | 174            | 4             | 961                     |        | 4         | 321      | 83      |
| 2013 | 188.449  | 1.873.341 | 10,1   | 205           | 202            | 3             | 919                     |        | 3         | 347      | 92      |
| 2016 | 195.094  | 1.869.711 | 10,4   | 188           | 181            | 7             | 1.037                   |        | 11        | 323      | 95      |
| 2019 | 200.349  | 1.836.832 | 10,9   | 192           | 191            | 1             | 1.043                   |        | 3         | 327      | 96      |
| 2021 | 201.734  | 1.804.104 | 11,2   | 195           | 193            | 2             | 1.034                   |        | 3         | 335      | 109     |